# Здание Владикавказского окружного суда
 Здание Владикавказского окружного суда — памятник архитектуры и градостроительства во Владикавказе, Северная Осетия. Выявленный объект культурного наследия России и культурного наследия Северной Осетии. Находится в историческом центре города на углу проспекта Мира, д. 4 и улицы Бутырина, д. 1.
По проспекту Мира соседствует со зданием бывшего Особняка Воробьёва (№ 6, объект культурного наследия), через улицу Бутырина — со зданием бывшего Училища МВД (№ 2, объект культурного наследия).
Здание построено в последней четверти XIX века. Дом принадлежал известному городскому предпринимателю Сергею Марковичу Киракозову, который предоставил его для размещения в нём Владикавказского окружного суда. В здании также находились конторы окружного прокурора, старшего нотариуса окружного суда и присяжных поверенных. Здесь же располагалась чертёжная контора областного Межевого управления.
В советское время в здании располагались различные учреждения НКВД СССР и МВД СССР по Северной Осетии. В настоящее время в нём находится отделение полиции по Иристонскому району, музей истории МВД по Северной Осетии и другие учреждения МВД России по Северной Осетии.